# Square One (puzzle)

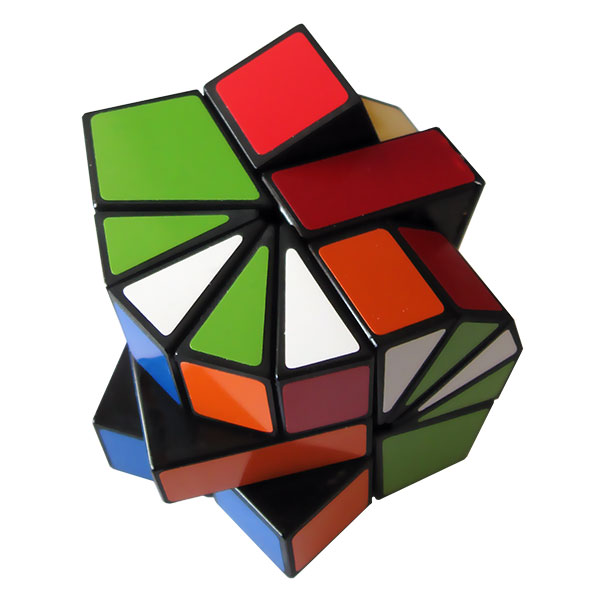
El Square One desarmado.

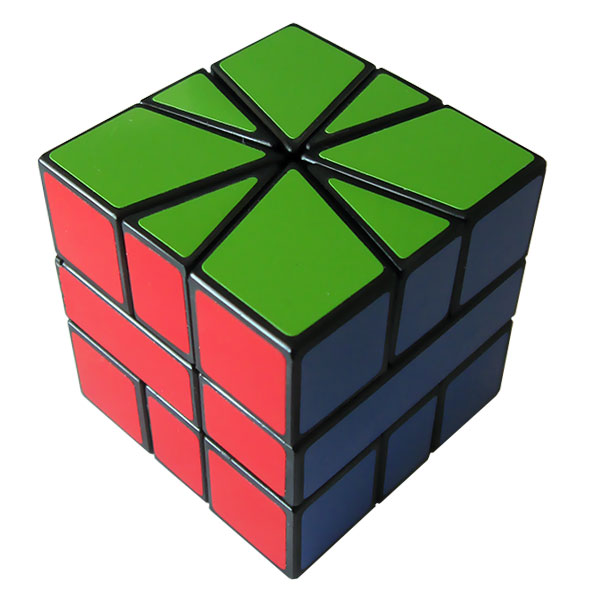
El Square One en su estado original (resuelto).

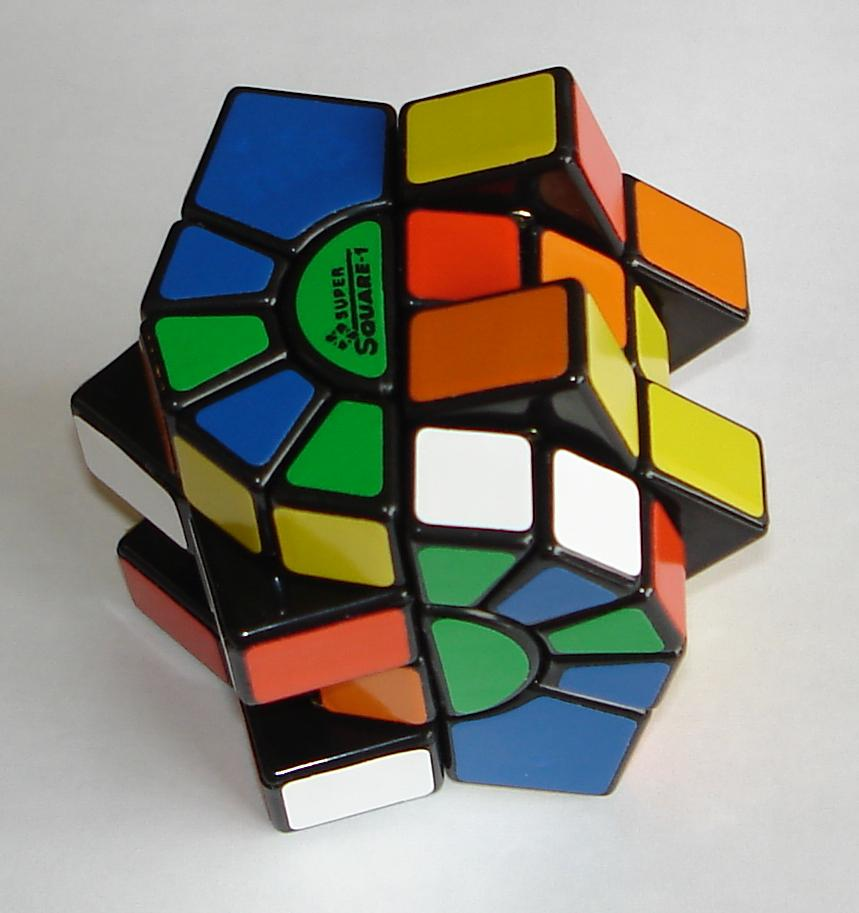
Super Square One, una versión algo más compleja del SQ-1 (4 capas), sin resolver.

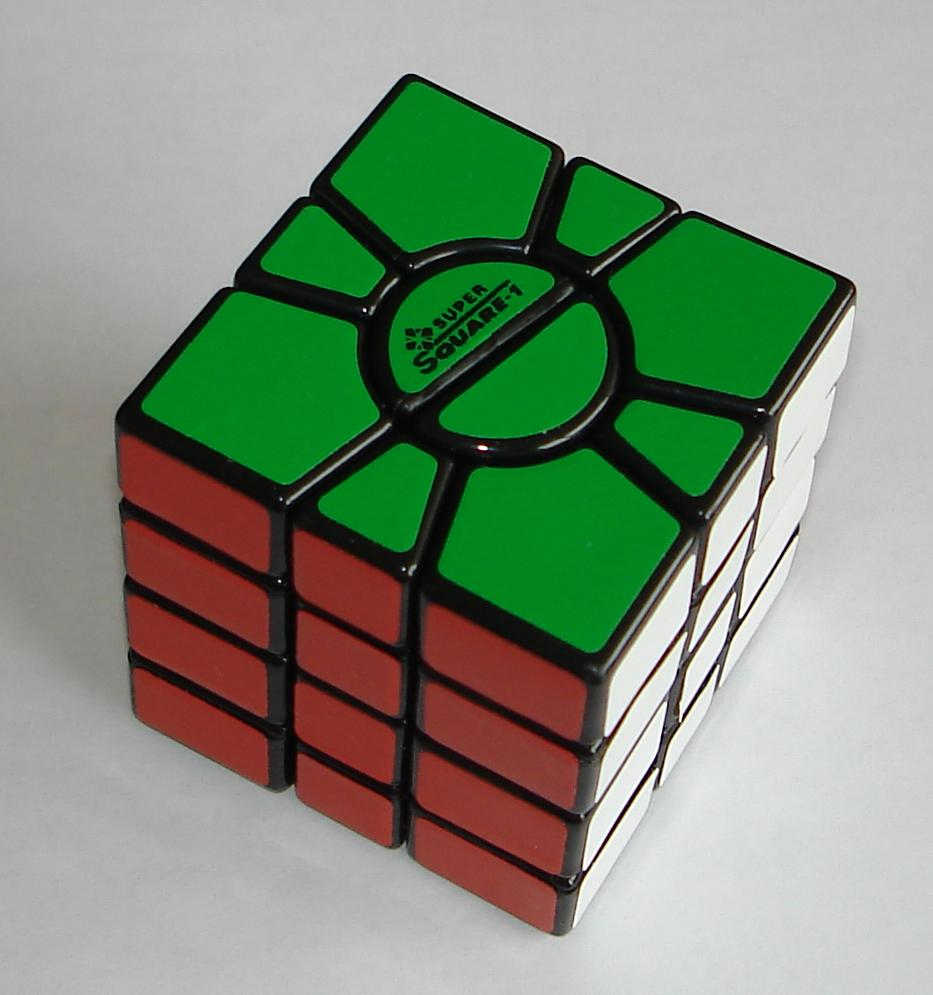
Super Square One, resuelto.

El Square One (también conocido como Back to Square One, Super Cubix y Cube 21) es un rompecabezas similar al Cubo de Rubik. Uno de los rasgos que lo distingue de otras variaciones del cubo de Rubik es que cambia de forma al ser girado debido a la forma de sus cortes.

## Historia
El Square One fue inventado por Karel Hršel y Vojtěch Kopský alrededor del año 1990.
La petición de patentamiento en Checoslovaquia fue realizada el 8 de noviembre de 1990 y la patente fue aprobada el 26 de octubre de 1992 con el número CS 277266 B6.
En EE. UU. fue patentado el 16 de marzo de 1993 bajo el número de patente EE. UU. 5,193,809
El diseño del cubo también fue patentado con el número D340,093 el 5 de octubre de 1993.

## Récord
El récord actual de sencillo es de 3,69 segundos del estadounidense Max Siauw, realizado en la competición UW or U Don't 2023. El récord actual de media es de 4,91 segundos, realizado también por Max Siauw en la competición Stumptown Speedcubing Summer 2023, usando el método Lars en su forma más avanzada.

## Algoritmo de Dios
En el año 2005, Mike Masonjones calculó el algoritmo de Dios para el Square One. Demostró que cada posición del rompecabezas puede ser resuelta a lo sumo en 13 giros (12 si se ignora la capa central). A continuación se resume el número p de posiciones que requieren n giros para resolver el rompecabezas.
| n     | p               |
| ----- | --------------- |
| 0     | 1               |
| 1     | 64              |
| 2     | 1 153           |
| 3     | 17 050          |
| 4     | 235 144         |
| 5     | 3 091 458       |
| 6     | 38 893 230      |
| 7     | 452 031 138     |
| 8     | 4 459 167 504   |
| 9     | 33 671 064 770  |
| 10    | 149 502 310 936 |
| 11    | 183 662 070 768 |
| 12    | 63 945 120 032  |
| 13    | 157 452 752     |
| Total | 435 891 456 000 |